# Pravda, Bârzula
Pravda (în ucraineană Правда) este un sat în comuna Slobidka din raionul Bârzula, regiunea Odesa, Ucraina.

## Demografie
Componența lingvistică a localității Pravda
     Ucraineană (96,67%)
     Rusă (1,11%)
     Română (1,11%)
Conform recensământului din 2001, majoritatea populației localității Pravda era vorbitoare de ucraineană (96,67%), existând în minoritate și vorbitori de rusă (1,11%) și română (1,11%).